# Abdelmoumen Kherbache
Abdelmoumen Kherbache (sinh ngày 20 tháng 11 năm 1986 ở Algérie) là một cầu thủ bóng đá người Algérie. Hiện tại anh thi đấu ở vị trí hậu vệ cho câu lạc bộ giải hạng nhì Algérie Olympique de Médéa.